# 3. ŽNL Osječko-baranjska NS Osijek 2007./08.
Prvenstvo se igralo trokružno. Ligu je osvojio NK Sarvaš i time se kvalificirao u 2. ŽNL Osječko-baranjsku NS Osijek.

## Tablica
| Mj. | Klub                         | Sus. | Pobj. | Ner. | Por. | GR.    | Bod. |
| --- | ---------------------------- | ---- | ----- | ---- | ---- | ------ | ---- |
| 1.  | NK Sarvaš                    | 21   | 16    | 2    | 3    | 71:29  | 50   |
| 2.  | NK Radnički Dalj             | 21   | 13    | 3    | 5    | 57:31  | 42   |
| 3.  | NK Šubić Vuka                | 21   | 10    | 4    | 7    | 50:36  | 34   |
| 4.  | NK Fortuna VNO Osijek        | 21   | 8     | 7    | 6    | 51:49  | 31   |
| 5.  | NK Hajduk Veljko Šodolovci   | 21   | 8     | 5    | 8    | 37:32  | 29   |
| 6.  | NK Mladost Čepinski Martinci | 21   | 9     | 1    | 11   | 53:45  | 28   |
| 7.  | NK Dunav Dalj                | 21   | 6     | 5    | 10   | 37:39  | 23   |
| 8.  | NK Erdut                     | 21   | 0     | 1    | 20   | 20:115 | 1    |

## Rezultati
| 1. kolo | 2. kolo | 3. kolo |
| 4. kolo | 5. kolo | 6. kolo |
| 7. kolo | 8. kolo | 9. kolo |
| 10. kolo | NK Erdut - NK Šubić Vuka 2:3 NK Sarvaš - NK Dunav Dalj 3:0 NK Mladost Čepinski Martinci - NK Hajduk Veljko Šodolovci 3:0 NK Radnički Dalj - NK Fortuna VNO Osijek 2:1  | 12. kolo |
| NK Dunav Dalj - NK Šubić Vuka 2:5 NK Erdut - NK Hajduk Veljko Šodolovci 1:5 NK Sarvaš - NK Fortuna VNO Osijek 2:2 NK Mladost Čepinski Martinci - NK Radnički Dalj 2:1 | NK Šubić Vuka - NK Mladost Čepinski Martinci 2:1 NK Radnički Dalj - NK Sarvaš 4:1 NK Fortuna VNO Osijek - NK Erdut 4:3 NK Hajduk Veljko Šodolovci - NK Dunav Dalj 0:0  | NK Sarvaš - NK Erdut 5:1 NK Radnički Dalj - NK Dunav Dalj 3:0 NK Šubić Vuka - NK Hajduk Veljko Šodolovci 0:1 NK Fortuna VNO Osijek - NK Mladost Čepinski Martinci 5:0 |
| NK Erdut - NK Mladost Čepinski Martinci 1:4 NK Hajduk Veljko Šodolovci - NK Fortuna VNO Osijek 2:2 NK Dunav Dalj - NK Šubić Vuka 0:2 NK Sarvaš - NK Radnički Dalj 6:2 | NK Mladost Čepinski Martinci - NK Hajduk Veljko Šodolovci 4:1 NK Fortuna VNO Osijek - NK Dunav Dalj 1:3 NK Šubić Vuka - NK Sarvaš 1:3 NK Radnički Dalj - NK Erdut 16:0 | NK Erdut - NK Hajduk Veljko Šodolovci 0:3 NK Dunav Dalj - NK Mladost Čepinski Martinci 4:1 NK Sarvaš - NK Fortuna VNO Osijek 5:2 NK Radnički Dalj - NK Šubić Vuka 7:1 |
| NK Hajduk Veljko Šodolovci - NK Dunav Dalj 4:3 NK Mladost Čepinski Martinci - NK Sarvaš 3:1 NK Fortuna VNO Osijek - NK Radnički Dalj 0:0 NK Šubić Vuka - NK Erdut 4:1 | NK Šubić Vuka - NK Fortuna VNO Osijek 0:1 NK Radnički Dalj - NK Mladost Čepinski Martinci 3:0 NK Sarvaš - NK Hajduk Veljko Šodolovci 4:3 NK Erdut - NK Dunav Dalj 0:7  | NK Dunav Dalj - NK Sarvaš 1:2 NK Hajduk Veljko Šodolovci - NK Radnički Dalj 3:0 NK Mladost Čepinski Martinci - NK Šubić Vuka 1:5 NK Fortuna VNO Osijek - NK Erdut 3:1 |